# Meridiano 55 oeste
El meridiano 55 oeste de Greenwich es una línea de longitud que se extiende desde el Polo Norte atravesando el Océano Ártico, América del Norte, el Océano Atlántico, América del Sur, el Océano Antártico y la Antártida hasta el Polo Sur.
El meridiano 55° oeste forma un gran círculo con el meridiano 125 este.

## De Polo a Polo
Comenzando en el Polo Norte y dirigiéndose hacia el Polo Sur, el meridiano 55 oeste pasa a través de:
| Coordenadas                       | País, territorio o mar | Notas |
| --------------------------------- | ---------------------- | --- |
| 90°0′N 55°0′O / 90.000, -55.000   | Océano Ártico          | |
| 83°36′N 55°0′O / 83.600, -55.000  | Mar de Lincoln         | |
| 82°20′N 55°0′O / 82.333, -55.000  | Groenlandia            | |
| 71°26′N 55°0′O / 71.433, -55.000  | Bahía de Baffin        | |
| 70°29′N 55°0′O / 70.483, -55.000  | Groenlandia            | Isla Qeqertarsuatsiaq                                                                                                 |
| 70°24′N 55°0′O / 70.400, -55.000  | Bahía de Baffin        | |
| 70°0′N 55°0′O / 70.000, -55.000   | Estrecho de Davis      | Pasando al oeste de Isla Disko, Groenlandia (en 69°42′N 54°59′O / 69.700, -54.983)                                    |
| 60°0′N 55°0′O / 60.000, -55.000   | Océano Atlántico       | Mar de Labrador Una parte sin nombrar del océano Bahía de Notre Dame                                                  |
| 49°33′N 55°0′O / 49.550, -55.000  | Canadá                 | Terranova y Labrador — Las Islas Exploits y la Isla de Terranova                                                      |
| 47°25′N 55°0′O / 47.417, -55.000  | Bahía de Fortuna       | |
| 47°30′N 55°0′O / 47.500, -55.000  | Canadá                 | Terranova y Labrador — Península de Burin en la Isla de Terranova                                                     |
| 47°17′N 55°0′O / 47.283, -55.000  | Océano Atlántico       | |
| 6°0′N 55°0′O / 6.000, -55.000     | Surinam                | Pasando al este de Paramaribo                                                                                         |
| 2°35′N 55°0′O / 2.583, -55.000    | Brasil                 | Pará Mato Grosso — desde 9°33′S 55°0′O / -9.550, -55.000 Mato Grosso do Sul — desde 17°38′S 55°0′O / -17.633, -55.000 |
| 23°57′S 55°0′O / -23.950, -55.000 | Paraguay               | |
| 26°47′S 55°0′O / -26.783, -55.000 | Argentina              | |
| 27°47′S 55°0′O / -27.783, -55.000 | Brasil                 | Rio Grande do Sul |
| 31°18′S 55°0′O / -31.300, -55.000 | Uruguay                | |
| 34°55′S 55°0′O / -34.917, -55.000 | Océano Atlántico       | |
| 60°0′S 55°0′O / -60.000, -55.000  | Océano Antártico       | |
| 61°2′S 55°0′O / -61.033, -55.000  | Islas Shetland del Sur | Isla Elefante — reclamado por Argentina, Chile y el Reino Unido                                                       |
| 61°8′S 55°0′O / -61.133, -55.000  | Océano Antártico       | Pasando al este de Isla Joinville, Antártida (en 63°18′S 55°1′O / -63.300, -55.017)                                   |
| 76°30′S 55°0′O / -76.500, -55.000 | Antártida              | Territorio reclamado por Argentina, Chile y el Reino Unido                                                            |